# Генерал армії України

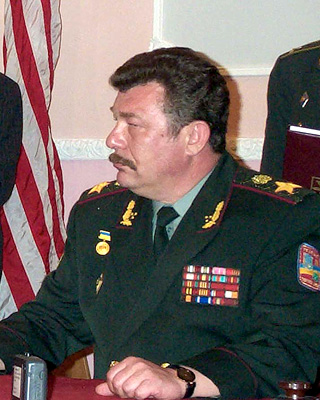
Генерал армії України О. Кузьмук (2001)

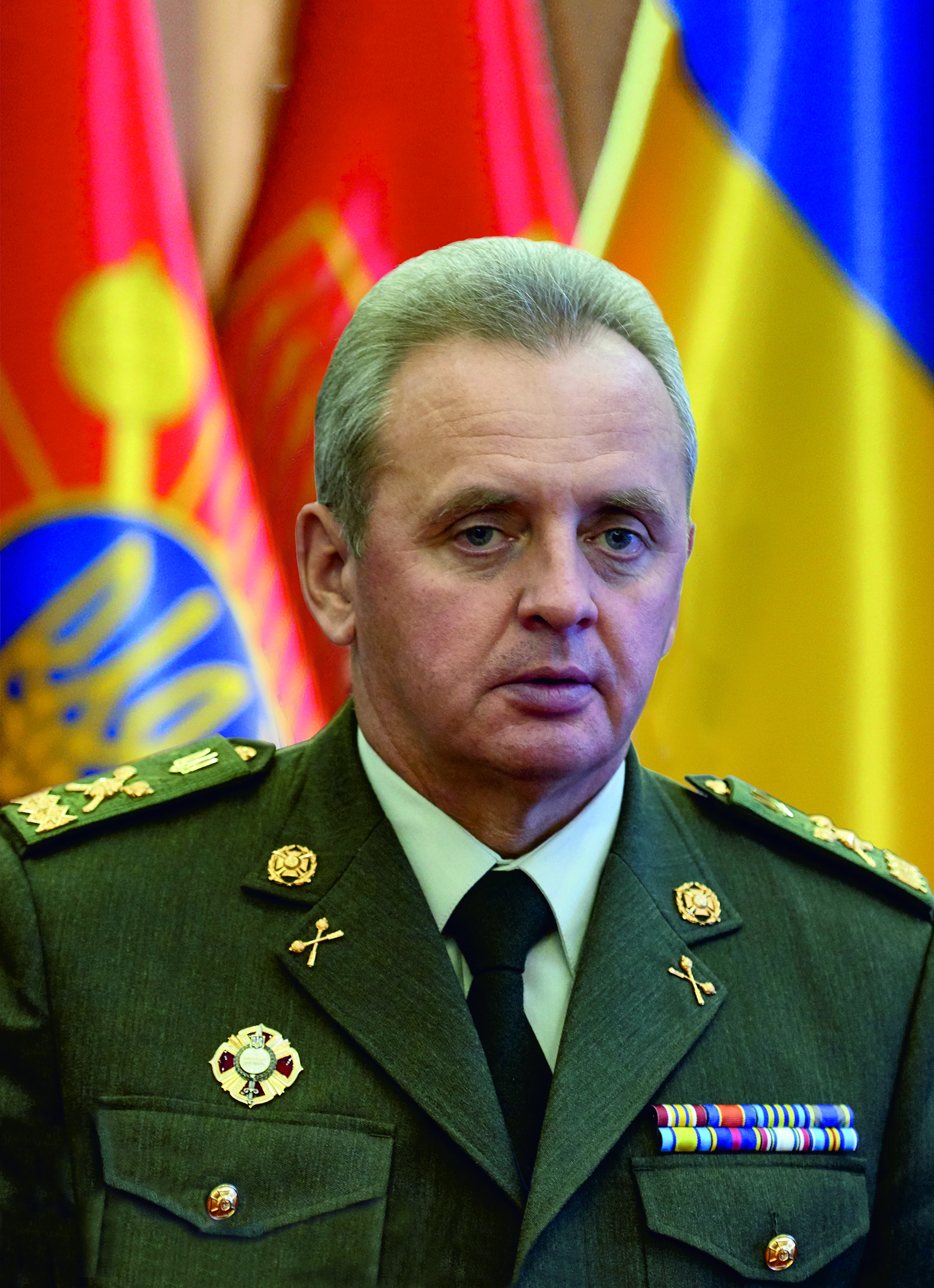
Генерал армії України В. Муженко (2016)

Генерал армії України — найвище  з усіх військове звання в Збройних силах України з 1992 по 2020 рр.
На додачу до погонів це звання має спеціальну відзнаку Зірка генерала армії України, яка була встановлена 22 січня 1994 року Указом Президента України № 21/94 «Про встановлення спеціальної відзнаки генерала армії України» і є переробкою малої Маршальської Зірки СРСР.
Відповідно до Указу Президента України № 166/2020 «Про переліки посад, що підлягають заміщенню особами вищого офіцерського (начальницького) складу, та граничних військових і спеціальних звань за цими посадами» військове звання генерал армії України відповідає лише одній посаді — Головнокомандувачу Збройних Сил України. Раніше зазначене військове звання відповідало посадам Міністра оборони, Голови Служби безпеки, Командувачу Національної гвардії та Голові Адміністрації Державної прикордонної служби України.
Званню генерала армії України відповідають спеціальні звання генерал внутрішньої служби України , генерал служби цивільного захисту України,головний державний радник податкової та митної справи,дійсний державний радник митної служби.
Також згідно СПІВВІДНОШЕННЯ між рангами державних службовців і військовими званнями (армійськими, корабельними Додаток 2 до постанови Кабінету Міністрів України від 20 квітня 2016 р. № 306)званню генерала армії відповідає  ранг державного службовця (1 ранг). Державний радник юстиції України (класний чин прокуратури), Надзвичайний і Повноважний Посол (1 ранг Додаток 9 до постанови Кабінету Міністрів України від 20 квітня 2016 р. № 306).
Станом на 2021 рік  діючим званням відповідним званню генерала армії України є спеціальне звання генерал служби цивільного захисту України, головний державний радник податкової та митної справи, дійсний державний радник митної служби, ранг державного службовця (1 ранг), надзвичайний і Повноважний Посол (1 ранг).
Військове звання генерала армії України скасовано Законом України з 1 жовтня 2020 року.
| нижче за рангом: Генерал-полковник | Генерал армії України | вище за рангом: нема |

## Генералиармії України
Звання встановлене Законом України від 25 березня 1992 року № 2232-XII «Про загальний військовий обов'язок і військову службу», присвоюється Президентом України.
| №  | Ім'я                           | Дата присвоєння   | № Указу     | Посада на момент присвоєння звання                                                                                    |
| 1  | Радецький Віталій Григорович   | 30 листопада 1993 | № 567/93    | Міністр оборони України (1993–1994)                                                                                   |
| 2  | Губенко Валерій Олександрович  | 25 січня 1994     | № 27/94     | Голова Державного комітету у справах охорони державного кордону України - Командуючий Прикордонними військами України |
| 3  | Марчук Євген Кирилович         | 23 березня 1994   | № 111/94    | Голова Служби безпеки України (1991–1994)                                                                             |
| 4  | Кузьмук Олександр Іванович     | 23 серпня 1998    | № 922/98    | Міністр оборони України (1996–2001)                                                                                   |
| 5  | Деркач Леонід Васильович       | 23 серпня 2000    | № 1021/2000 | Голова Служби безпеки України (1998–2001)                                                                             |
| 6  | Радченко Володимир Іванович    | 21 серпня 2001    | № 698/2001  | Голова Служби безпеки України (2001–2003)                                                                             |
| 7  | Шкідченко Володимир Петрович   | 23 серпня 2001    | № 735/2001  | Начальник Генерального штабу — перший заступник Міністра оборони України (1998–2001)                                  |
| 8  | Дріжчаний Ігор Васильович      | 30 листопада 2006 | № 1010/2006 | Голова Служби безпеки України (2005–2006)                                                                             |
| 9  | Кириченко Сергій Олександрович | 21 серпня 2007    | № 725/2007  | Начальник Генерального штабу — Головнокомандувач Збройних Сил України (2005–2009)                                     |
| 10 | Литвин Микола Михайлович       | 20 серпня 2008    | № 730/2008  | Голова Державної прикордонної служби України (з 2003 по 2014)                                                         |
| 11 | Кіхтенко Олександр Тимофійович | 20 серпня 2008    | № 734/2008  | Начальник Головного управління — командувач внутрішніх військ Міністерства внутрішніх справ України (з 2005)          |
| 12 | Маломуж Микола Григорович      | 28 листопада 2008 | № 1115/2008 | Голова Служби зовнішньої розвідки України (з 2005)                                                                    |
| 13 | Свида Іван Юрійович            | 15 лютого 2010    | № 175/2010  | Начальник Генерального штабу — Головнокомандувач Збройних Сил України (2009–2010)                                     |
| 14 | Хорошковський Валерій Іванович | 12 серпня 2011    | № 815/2011  | Голова Служби безпеки України (з 11 березня 2010 р. по 18 січня 2012)                                                 |
| 15 | Муженко Віктор Миколайович     | 14 жовтня 2015    | № 581/2015  | Начальник Генерального штабу — Головнокомандувач Збройних Сил України (з 2014)                                        |
| 16 | Полторак Степан Тимофійович    | 14 жовтня 2015    | № 581/2015  | Міністр оборони України (з 2014)                                                                                      |
| 17 | Грицак Василь Сергійович       | 25 березня 2016   | № 111/2016  | Голова Служби безпеки України (з 2015)                                                                                |
| 18 | Назаренко Віктор Олександрович | 25 липня 2017     | № 191/2017  | Голова Державної прикордонної служби України (з 23 жовтня 2014 р. по 25 липня 2017)                                   |
| 19 | Цигикал Петро Олександрович    | 2 травня 2019     | № 178/2019  | Голова Державної прикордонної служби України (з 2017)                                                                 |

## Генерали внутрішньої служби України
Звання встановлене постановою Верховної Ради України від 22 квітня 1993 р. № 3135-XII «Про спеціальні звання, формений одяг та знаки розрізнення в органах внутрішніх справ України»
Віталій Захарченко 26 лютого 2021 потрапив до санкційного списку на засіданні РНБО, та був позбавлений усіх державних нагород та звань.Таким чином він втратив звання генерала внутрішньої служби України.З 26 лютого 2014 знаходиться в розшуку СБУ. Переховується від правосуддя в Росії.
| № | Ім'я                           | Дата присвоєння | № Указу     | Посада на момент присвоєння звання |
| 1 | Василишин Андрій Володимирович | 19 серпня 1993  | № 317/93    | Міністр внутрішніх справ України (1990—1994) |
| 2 | Дурдинець Василь Васильович    | 21 серпня 1997  | № 861/97    | директор Національного бюро розслідувань (1997—1999), Міністр України з питань надзвичайних ситуацій і у справах захисту населення від наслідків Чорнобильської катастрофи (1999–2002) |
| 3 | Кравченко Юрій Федорович       | 23 серпня 1998  | № 923/98    | Міністр внутрішніх справ України (1995—2001) |
| 4 | Гладуш Іван Дмитрович          | 20 серпня 2010  | № 847/2010  | генеральний директор Національного музею «Чорнобиль», Міністр внутрішніх справ УРСР (1982—1990)                                                                                        |
| 5 | Захарченко Віталій Юрійович    | 16 грудня 2011  | № 1162/2011 | Міністр внутрішніх справ України (2011—2014) |

## Генерали служби цивільного захисту України
Законом України від 24 червня 2004 р. № 1859-IV «Про правові засади цивільного захисту» встановлене звання генерала служби цивільного захисту України.
У відповідності з Кодексом цивільного захисту України від 2 жовтня 2012 р. № 5403-VI (набув чинності 2013 р.) назва звання — генерал служби цивільного захисту.
Дотепер звання не присвоювалося.

### Знаки розрізнення (2018)
Згідно з постановою Кабінету Міністрів України № 81 від 14 лютого 2018 «Про затвердження опису та зразків форменого одягу і відповідних знаків розрізнення осіб рядового і начальницького складу служби цивільного захисту та норм забезпечення форменим одягом» (з додатком) змінилися знаки розрізнення особистого складу служби цивільного захисту. За знаки розрізнення генерал служби цивільного захисту отримав по одній 30-мм восьмипроменевій зірці над емблемою (синій круг зі Знаком Княжої Держави Володимира Великого в обрамленні вінка з дубового листя), які розміщені на погонах.

## Галерея

Нарукавний знак Генерала армії України
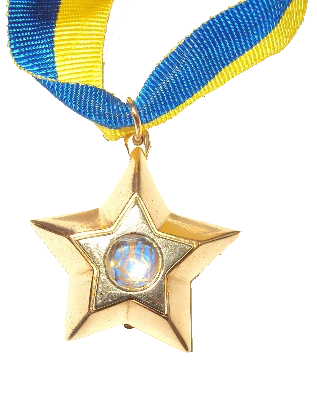
Зірка генерала армії України
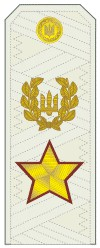
Погон генерала армії України (версія 2009 р.)
Погон генерала служби цивільного захисту України. Діюче спеціальне звання відповідне званню генерала армії України станом на 2021 рік.
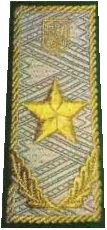
Погон .Головний державний радник податкової та митної справиДіюче спеціальне звання відповідне званню генерала армії України станом на 2021 рік.
Дійсний державний радник митної служби. Діюче спеціальне звання  станом на 2021 рік.Дійсний державний радник митної служби. Діюче спеціальне звання  станом на 2021 рік.
